# Ivalói repülőtér
Az ivalói repülőtér (finnül Ivalon lentoasema, kódok: (IATA: IVL, ICAO: EFIV) nemzetközi repülőtér, Finnország legészakibb repülőtere. 11 km-re délre helyezkedik el Ivalótól, Inari község legnagyobb lélekszámú településétől. 2007-ben az utasforgalma 146 000 fő volt.
A repülőteret 1943-ban kezdték el építeni a német katonák megbízásából és még ugyanabban az évben elkészült. Természetesen a németek elpusztították, amikor 1945-ben kivonultak Lappföldről. 1950-ben rendbe hozták, és az Aero Oy (a mai Finnair) 1955-ben elkezdett járatot indítani Rovaniemi és Ivalo között. Az 1970-es években a repülőteret bővítették a megnövekedett utasforgalom miatt, és 1975-ben már Helsinkibe is közlekedtek gépek Ivalóból, egész évben.
Napjainkban az egyetlen menetrend szerint közlekedő légitársaság Ivalóba a Finnair, amely naponta egy menettérti járatot üzemeltet Helsinki és Ivalo között. A repülőtér jelentősége természetesen megnő karácsony és szilveszter idején, amikor Közép- és Kelet-Európából charter-járatok érkeznek ide.
A repülőtérnek egyetlen, 2499 méter hosszú kifutópályája van, ami 45 méter széles. A kifutó iránya 04/22. Korábban rendelkezett egy második kifutópályával is, amely 1720 méter hosszú volt és az iránya 08/26 volt, ezt 2008. július 31-ével tartósan lezárták.
A repülőtérről buszjáratok indulnak Lappföld többi részébe.

## Légitársaságok
- Finnair (Helsinki, Kittilä)
- Blue1 (Helsinki)

## Forgalom
Az utasforgalom az elmúlt években az alábbi módon változott:
| Utasok száma | 117 037 | 131 689 | 135 701 | 153 335 | 130 592 | 125 535 | 142 719 | 210 566 | 239 753 | 197 987 |
|              | 1998    | 2001    | 2003    | 2006    | 2009    | 2011    | 2014    | 2017    | 2019    | 2022    |